# Овощесовхоз
Овощесовхоз — исчезнувший посёлок в Колпашевском районе Томской области России. На момент упразднения входила в состав Новосёловского сельсовета. В 1987 году включен в состав деревни Маракса и исключен из учётных данных.

## География
Посёлок располагался на левом берегу реки Маракса; ныне представляет собой юго-западную (заречную) часть деревни Маракса.

## История
Овощесовхоз Нарымского государственного рыбопромышленного треста был создан в 1942 году.
Решением № 74 Томского облисполкома от 20 марта 1987 г. посёлок Овощесовхоз присоединена к деревне Маракса и исключен из учётных данных.

## Население
| 1952 | 1959 | 1970 | 1979 |
| ---- | ---- | ---- | ---- |
| 190  | ↘151 | ↘134 | ↗258 |

## Инфраструктура
Основой  экономики было сельское хозяйство .